# Edgewater (Wisconsin)
Edgewater es un pueblo ubicado en el condado de Sawyer en el estado estadounidense de Wisconsin. En el Censo de 2010 tenía una población de 519 habitantes y una densidad poblacional de 3,83 personas por km².

## Geografía
Edgewater se encuentra ubicado en las coordenadas 45°41′33″N 91°28′32″O / 45.69250, -91.47556. Según la Oficina del Censo de los Estados Unidos, Edgewater tiene una superficie total de 135.45 km², de la cual 121.86 km² corresponden a tierra firme y (10.03%) 13.58 km² es agua.

## Demografía
Según el censo de 2010, había 519 personas residiendo en Edgewater. La densidad de población era de 3,83 hab./km². De los 519 habitantes, Edgewater estaba compuesto por el 96.72% blancos, el 0% eran afroamericanos, el 1.35% eran amerindios, el 0.19% eran asiáticos, el 0% eran isleños del Pacífico, el 0% eran de otras razas y el 1.73% pertenecían a dos o más razas. Del total de la población el 1.35% eran hispanos o latinos de cualquier raza.